# Edgar Ætheling
Edgar the Ætheling, Edgar den Fredlöse, född cirka 1053, död cirka 1126, var en okrönt engelsk kung. Han var sonson till Edmund Järnsida. Namnet Ætheling betyder ädling.

## Biografi
Edgar var född i Ungern, dit hans far Edvard Landsflyktingen hade måst fly undan Knut den stores förföljelser. Edgar valdes efter Harald Godwinsons död (1066) till kung i England av Witenagemot, men måste redan i december samma år underkasta sig Vilhelm Erövraren. Han var vid den tidpunkten bara tretton eller fjorton år.
Vid faderns död 1057, valdes han till tronarvinge av den barnlöse kung Edvard Bekännaren och fick tillsammans med systrarna Margaret och Christina växa upp vid Edvards hov. Han var dock för ung vid kungens död i januari 1066 för att försvara landet mot den normandiska invasionen och utnämningen av honom till kung efter Haralds död var inget mer än en upprorisk symbolhandling gentemot de invaderande normanderna. 
Edgar var beroende av stödet från ärkebiskop Stigand och earlerna av Mercia och Northumbria och då detta försvagades var Edgar tvungen att kapitulera inför Vilhelm vid Berkhamstead antingen i slutet av november eller i början av december 1066. Vilhelm behandlade Edgar väl, då han såg det som en politisk fördel, och övertog vårdnaden över honom och så småningom tog han honom med sig till sitt hov i Normandie. Men Edgar anslöt sig till earlerna Edwin och Morcars revolt 1068 och då de besegrades flydde Edgar till Malcolm Canmores hov. Malcolm gifte sig med Edgars syster Margaret och de enades om att han skulle stå bakom Edgars tronanspråk, i gengäld gifte han sig med Malcolms syster, som också hette Margaret.
Edgar gjorde nu gemensam sak med Sven Estridsson, kung av Danmark och systerson till Knut den store, som ansåg att han var Englands rättmätige kung. Deras gemensamma trupper invaderade England 1069, de erövrade York, men utropade inte Northumbria självständigt. Vilhelm marscherade norrut och skövlade landet. Han betalade danskarna för att de skulle ge sig av, medan Edgar flydde till Skottland. Där var han alltså landsflykting fram till 1072 då Vilhelm skrev under ett fredsavtal med Malcolm. 
Edgar enades slutligen med Vilhelm 1074, men han gav aldrig upp sina drömmar om den engelska tronen. Han stödde Robert, hertig av Normandie mot Vilhelm Rufus 1091 och ånyo fick han söka skydd i Skottland. Han stödde även sin systerson Edgars försök att vinna den skotska tronen genom att avsätta Donald III. 
Omkring 1098 reste han till Konstantinopel där han anslöt sig till väringarna i det bysantinska riket. Senare samma år fick han en flotta av kejsaren Alexius I för att hjälpa till i det Första korståget, och kom med förstärkningar till korsriddarna vid belägringen av Antiokia. Han tillfångatogs vid slaget vid Tinchebrai 1106 då han slogs för hertig Robert mot Henrik I. Han återvände till England där Henrik förlät honom och han drog sig tillbaka till sina lantegendomar i Hertfordshire. Hans systerdotter Edith (som fick namnet Matilda) hade gift sig med Henrik I 1100. Edgar antas ha rest till Skottland i slutet av sitt liv, möjligen omkring 1120, och var fortfarande i livet 1125, men kan ha dött kort därefter, i sjuttioårsåldern. Vid det laget var han glömd av de flesta och är numera ihågkommen som Englands "förlorade kung", han var den siste manlige ättlingen av den gamla anglosaxiska kungastammen.

## Anfäder
|                                   |  |  |  |  |  |  |  |                        |  |  |  |  |  |  |  |                 |  |  |  |  |  |  |  |                                                |  |  |  |  |  |  |  | Edgar av England Edgar den fredlige |
|                                   |  |  |  |  |  |  |  |                        |  |  |  |  |  |  |  |                 |  |  |  |  |  |  |  |                                                |  |  |  |  |  |  |  |                                     |
|                                   |  |  |  |  |  |  |  |                        |  |  |  |  |  |  |  |                 |  |  |  |  |  |  |  | Ethelred II av England Ethelred den villrådige |  |  |  |  |  |  |  |                                     |
|                                   |  |  |  |  |  |  |  |                        |  |  |  |  |  |  |  |                 |  |  |  |  |  |  |  |                                                |  |  |  |  |  |  |  |                                     |
|                                   |  |  |  |  |  |  |  |                        |  |  |  |  |  |  |  | Edmund Järnsida |  |  |  |  |  |  |  |                                                |  |  |  |  |  |  |  |                                     |
|                                   |  |  |  |  |  |  |  |                        |  |  |  |  |  |  |  |                 |  |  |  |  |  |  |  |                                                |  |  |  |  |  |  |  |                                     |
|                                   |  |  |  |  |  |  |  | Edvard Landsflyktingen |  |  |  |  |  |  |  |                 |  |  |  |  |  |  |  |                                                |  |  |  |  |  |  |  |                                     |
|                                   |  |  |  |  |  |  |  |                        |  |  |  |  |  |  |  |                 |  |  |  |  |  |  |  |                                                |  |  |  |  |  |  |  |                                     |
|                                   |  |  |  |  |  |  |  |                        |  |  |  |  |  |  |  | Ealdgyth        |  |  |  |  |  |  |  |                                                |  |  |  |  |  |  |  |                                     |
|                                   |  |  |  |  |  |  |  |                        |  |  |  |  |  |  |  |                 |  |  |  |  |  |  |  |                                                |  |  |  |  |  |  |  |                                     |
| Edgar Ætheling Edgar den fredlöse |  |  |  |  |  |  |  |                        |  |  |  |  |  |  |  |                 |  |  |  |  |  |  |  |                                                |  |  |  |  |  |  |  |                                     |
|                                   |  |  |  |  |  |  |  | Agatha                 |  |  |  |  |  |  |  |                 |  |  |  |  |  |  |  |                                                |  |  |  |  |  |  |  |                                     |
|                                   |  |  |  |  |  |  |  |                        |  |  |  |  |  |  |  |                 |  |  |  |  |  |  |  |                                                |  |  |  |  |  |  |  |                                     |